# سندی وست
سندی وست (انگلیسی: Sandy West؛ ۱۰ ژوئیهٔ ۱۹۵۹ – ۲۱ اکتبر ۲۰۰۶) یک موسیقی‌دان اهل ایالات متحده آمریکا بود. وی بین سال‌های ۱۹۷۵ تا ۲۰۰۶ میلادی فعالیت می‌کرد.